# Politiek recht
De term politiek recht wordt in de rechtswetenschap gebruikt om aandacht te schenken aan beslissingsprocessen die het enkele individu overstijgen. Dit betekent dat het aandachtsveld ruimer wordt bemeten dan de beslissingsprocessen die uitsluitend tot de staat worden gerekend. In die optiek is politiek recht een alternatief voor staatsrecht.

## Geschiedenis
De gedachte dat de term politiek verwijst naar beslissingsprocessen in collectiviteiten is al oud. Zo vindt men bijvoorbeeld in de Politica (uit 1603) van de jurist Althusius, dat het begrip politiek slaat op “de kunst van het verenigen van mensen voor het doel het sociale leven te vestigen, te doen bloeien en in stand te houden”.
Twee en half eeuw later spreekt de jurist en staatsman Thorbecke over ‘politisch recht’. De rechtsgeleerde Van Vollenhoven meent dat die term uit zuiver wetenschappelijk oogpunt volkomen juist is: politisch recht naast privaatrecht en strafrecht. De term is er niet ingegaan, wordt begin vorige eeuw wat droog opgemerkt.
In Duitsland en Frankrijk zijn de termen ‘politisch Recht’ en ‘droit politique’ al lange tijd bekend, verwijzend naar een mengeling van wat ook wel publiekrecht en staatskunde wordt genoemd.

## Politiek recht, opvolger van het staatsrecht?
Het is de hoogleraar staats- en bestuursrecht, H.Th.J.F. van Maarseveen die begin jaren zeventig van de vorige eeuw de term politiek recht in de Nederlandse rechtswetenschap herintroduceert. Hij presenteert het politiek recht als een alternatief voor staatsrecht. Hij neemt daarbij als aandachtsveld de beslissingsprocessen in collectiviteiten, waarvan de staat er een is en benadert die processen vanuit de mens (en niet dus, zoals gebruikelijk, vanuit de staat). Het is het politieke aspect van het menselijk leven, dat het uitgangspunt vormt voor zijn beschouwingswijze.
Deze in 1971 geïntroduceerde alternatieve visie voor het ‘staatsrecht’ werkt hij later in 1979 uit in een syllabus Rechtstheorie. Deze syllabus wordt dan gebruikt in de opleiding voor politicologen aan de Erasmus Universiteit Rotterdam.
Concentratiepunten voor het politiekrecht zijn voor hem onder meer:
- mensen in hun hoedanigheid van juridische subjecten én juridische objecten van politiek;
- collectiviteiten in hun hoedanigheid van juridisch object en subject van politiek;
- de politiekrechtelijke bestrekkingen tussen mensen en collectiviteit(en).

Hiermee vervangt hij naar zijn mening de staat voor een betere referentie. En passant tracht hij daarmee een ontmythologisering en desymbolisering van de staat te bewerkstelligen. In plaats van het denken in hiërarchieën komt het denken in termen van participatie. Politieke rechten vormen daarvoor een voor de hand liggend aangrijpingspunt.

## Politieke rechten
Politieke rechten zijn rechten die als politiek gekwalificeerd worden, vanwege hun belang voor de werking van de Staat, de verhouding tussen burgers en overheid enz. Ze zijn te onderscheiden van burgerlijke rechten.
Traditioneel worden de politieke rechten ingedeeld volgens de categorieën uit het Romeins recht:
- ius suffragii, oftewel stemrecht
- ius honorum, oftewel het recht om een openbaar ambt of mandaat te bekleden
- ius tributi, oftewel het recht (en de verplichting) om belastingen te betalen
- ius militiae, oftewel het recht (en soms de verplichting) om militaire dienstplicht te vervullen

Deze rechten hangen meestal samen met het bezit van de nationaliteit, maar niet altijd (bijvoorbeeld het stemrecht voor het Europees Parlement wordt uitgeoefend in elk land van de Europese Unie door alle Unieburgers, ongeacht hun nationaliteit).

## België
Het begrip "politieke rechten" wordt vermeld in artikel 145 van de Belgische Grondwet, waarin bepaald wordt dat de hoven en rechtbanken exclusief bevoegd zijn voor geschillen omtrent deze rechten, tenzij er een uitzondering is voorzien in de wet. De betekenis van dit begrip verschilt van de traditionele invulling daarvan.  Er is echter geen duidelijk criterium om uit te maken of het nu gaat om een burgerlijk recht, dan wel om een politiek recht.  Daarom wordt aangenomen dat alle geschillen die aan een administratief rechtscollege zijn toevertrouwd, geschillen over politieke rechten zijn. Dit organieke onderscheidingscriterium heeft ondertussen plaats gemaakt voor een meer inhoudelijke begripsbepaling toen het Arbitragehof (in 2007 omgedoopt tot het Grondwettelijk Hof) zich echter bevoegd achtte om na te gaan of van deze mogelijkheid om geschillen te onttrekken aan de hoven en rechtbanken geen misbruik wordt gemaakt door de wetgever door de in het geding zijnde rechten ten onrechte als politieke rechten te kwalificeren.
Enkele voorbeelden van politieke rechten:
- vrijheid van meningsuiting
- vrijheid van vergadering
- vrijheid van vereniging
- kiesrecht
- recht om een openbaar mandaat uit te oefenen
- recht om niet onrechtmatig te worden aangeslagen
- recht om niet onwettig tot militaire verplichtingen te worden gedwongen

Alleen de federale wetgever kan bepalen dat een bepaald geschil gaat over politieke rechten, de Gewesten kunnen dat niet.
De burgerlijke rechten zijn in principe alle andere rechten die niet als politiek worden gekwalificeerd. Deze burgerlijke rechten in het Belgisch recht mogen wel niet worden verward met hetzelfde begrip in het EVRM (Europees Verdrag voor de Rechten van de Mens). In het Europees recht is het begrip 'burgerlijke rechten en verplichtingen' een verdragsautonoom concept dat door het EHRM (Europees Hof voor de Rechten van de Mens) ruim wordt ingevuld.

## Verwijzingen
- Hetgeen over Althusius is gezegd, is ontleend aan: Thom Holterman (1986), Recht en politieke organisatie, Een onderzoek naar convergentie in opvattingen omtrent recht en politieke organisatie bij sommige anarchisten en sommige rechtsgeleerden, (proefschrift), Zwolle, Tjeenk Willink, p. 48; ISBN 90 271 2541 4.
- De verwijzingen naar Thorbecke en Van Vollenhoven zijn afkomstig uit: R. Kranenburg (1928), Het Nederlandsch staatsrecht, Haarlem, Tjeenk Willink, deel I, p. 13-14.